# Dantapura
Dantapura és el nom amb què el Mahabharata esmenta la capital del regne de Kalinga (5:23). Els germans Pandava, el savi Lomasa i el general Sahadeva, van visitar la ciutat. El rei Brahamadatta hauria construït una stupa per la relíquia de la Dent del Buddha. Plini també l'esmenta com a capital del regne. Alguns erudits l'han identificat amb Palur, un antic port a la boca del riu Rushikulya del districte de Ganjam, i altres l'han identificat amb Dantapuram o Dantavuram a Andhra Pradesh, però no s'ha pogut confirmar amb certesa cap de les dues suposicions.
L'edicte XIII de la pedra d'Asoka esmenta Kalinga que inclou les ciutats de Tosali. Kalinga hauria tingut una altra capital doncs el Mahabharata esmenta també com a capital a Rajapura.